# アル・ヤンコビック
アルフレッド・マシュー・ヤンコビック（Alfred Matthew Yankovic、1959年10月23日 - ）は、アル・ヤンコビック（Al Yankovic）およびウィアード・アル・ヤンコビック（"Weird Al" Yankovic）の名で知られるアメリカ合衆国・カリフォルニア州リンウッド出身のミュージシャンである。
パロディ音楽の第一人者として活動し、ヒット曲の替え歌やコミックソングを多数リリースしている。『Eat It』、『Poodle Hat』、『Mandatory Fun』の3枚のアルバムがグラミー賞最優秀コメディアルバム賞を受賞し、『Fat』のPVでの受賞を含めて4度グラミーを受賞している。
日本では「アル・ヤンコビック」という呼称が一般的であるが、ヤンコビックはパロディ音楽家、コメディアンとしては「"Weird Al" Yankovic」、パロディ外の仕事（俳優、声優、絵本原作等）では「Al Yankovic」と名義を使い分けている。なお、「"Weird Al"（ウィアード・アル）」とは「おかしなアル」という意味である。

## 来歴
大学在学中の1979年、ザ・ナックのヒット曲「マイ・シャローナ」の替え歌「マイ・ボローニャ」を自主制作。これがラジオでオンエアされたところ人気を呼び、デビューのきっかけとなる。1983年に、リック・デリンジャーのプロデュースで、ファースト・アルバムをリリース。このアルバムの音作りは、ポルカが中心となっている。同アルバムに収録された｢Ricky」は、トニー・バジルのヒット曲「Mickey」及びコメディ「アイ・ラブ・ルーシー」のパロディ。この曲が、初めてパロディPVが製作された楽曲である。
1984年、マイケル・ジャクソンのヒット曲「今夜はビート・イット」（Beat It）の替え歌「今夜もイート・イット」（Eat It）が大ヒットする。音はもちろんのこと、ミュージック・ビデオも本物そっくりにパロディ化したこの曲はMTVで大量オンエアされた。この曲のプロモーションで初来日し、『オレたちひょうきん族』（フジテレビ）に出演。その際、サビの「Eat It」を日本語で「食え」と歌った（♪さあ、食え～　食え～）。それに合わせて、背後でマイケルに扮したウガンダ・トラが野菜などを貪り食うシーンが放送された（伊勢海老に扮した西川のりおの腕をかじる、というアドリブを見せている）。この番組では、床に寝転がり身体を斜めにねじりながら立ち上がるパフォーマンスも披露する。こうして、ヤンコビックは日本でもパロディ音楽家としての名声を獲得した。
1988年、マイケルの「BAD」のパロディ曲「Fat」（デブ）を発表した。マイケル本人もヤンコビックの才能を認め、「Eat It」と「Fat」の2曲は公認のパロディ曲となる。後に、ヤンコビックはマイケルのミュージック・ビデオ「リベリアン・ガール」に出演した。
その後も、マドンナやM.C.ハマー、ニルヴァーナ、クーリオ、エミネムなど、その時々の人気アーティストのヒット曲の替え歌と本物そっくりなミュージック・ビデオを作り続け、パロディ・ソングの帝王として確固たる地位を築いている。また、自身を「ポルカホリック」と称する旨が日本盤CDのライナーノーツで明らかにされているとおり、ポルカ・アコーディオン奏者としても優れた腕前を持ち、2枚目以降のアルバムすべてに替え歌のポルカ・メドレーが収められている。替え歌以外のオリジナル作品については、作詞・作曲ともすべて自作である。
テレビ番組やコメディ映画のプロデュース、出演も多い。主な出演作に、映画『パロディ放送局 UHF』（1989年主演・脚本）、TV番組『The Weird Al Show』（1997年9月から1998年9月までCBSで放送）などがある。
1993年にリリースしたアルバム『ALAPALOOZA』は、日本でも『ヤンコビック・パーク』というタイトルで発売された。日本盤ボーナストラックには、収録曲の1つ「ジュラシック・パーク」（リチャード・ハリスの1968年のヒット「マッカーサー・パーク」――1978年にドナ・サマーによってカバーされたのをはじめ、多くのアーティストにカバーされている――のパロディ）の日本語歌詞バージョンが収録されている。日本語歌詞は、概ね英語版の翻訳に基づいているが、当時話題だった日本の恐竜映画『REX 恐竜物語』を揶揄した歌詞が追加されるなどの変更も行われた。
1996年には、1994年に大ヒットした映画『フォレスト・ガンプ』のパロディとして、ザ・プレジデンツ・オブ・ザ・ユナイテッド・ステイツ・オブ・アメリカの「ランプ」（Lump）の音楽で「ガンプ」（Gump）を発表した。
1998年1月に、レーシック手術を受ける。それを機に、彼はそれまでのトレードマークだった眼鏡と口ひげ、アフロヘアをやめた。
1999年に公開された『劇場版ポケットモンスター 幻のポケモン ルギア爆誕』では、アメリカ公開版においてエンディングテーマ曲「Polkamon」（ポルカモン）を歌った。2001年にはベン・フォールズのミュージック・ビデオ「ロッキン・ザ・サバーブズ」の監督を務め、カメオ出演もしている。フォールズの「Time」ではボーカル参加し、「Landed」ではタンバリン演奏を披露した。またフォールズがヤンコビックの「Why Does This Always Happen to Me?」でピアノを演奏するなど、お互いに交流がある。
2006年、日本でもヒットしたジェームス・ブラントの｢ユア・ビューティフル」のパロディ「ユア・ピティフル」を制作したことで話題になる。ジェームス・ブラントの許可を得るが、レコーディング後になってブラント側のアトランティック・レコードが使用許可の撤回をしたため、収録予定のアルバムから外される。ブラント本人がパロディに反対していないことから、この曲はヤンコビックのMySpaceで無料ダウンロード曲として発表された。
2006年9月発売された『Straight Outta Lynwood』は、Billboard 200で10位を記録した。同アルバムの1曲目に収録された「White & Nerdy」はBillboard Hot 100 9位、iTunes Store 2位、音楽専門局VH1 1位と驚異的ヒットを記録し、ヤンコビック初のBillboard Hot 100でのトップ10入りシングルになった（これまでの記録は「今夜もイート・イット」1984年（Billboard Hot 100 12位、Cashbox 4位））。原曲を歌うカミリオネアは「ヤツは本物のラップをしている。クレージーだ。ここまで上手いとは思わなかったよ」と驚き、パロディ化を喜んだ（原曲である「Ridin'」が収録されたカミリオネアの『The Sound of Revenge』も日本盤は未発売）。最終12曲目には、ネット上の音楽無料ダウンロードの根絶を訴える「Don't Download This Song」が収録されている。
2008年には、かつてパロディにしたザ・プレジデンツ・オブ・ザ・ユナイテッド・ステイツ・オブ・アメリカの「Mixed Up S.O.B.」という曲のミュージック・ビデオのディレクターを担当した。
ヤンコビックは自身の曲のデジタル配信を模索し始めた。2008年10月7日にヤンコビックはiTunes StoreにT.I.の同名の曲のパロディである「Whatever You Like」をリリースした。彼が原曲に出会ったのはその2週間前だという。ヤンコビックはデジタル配信の利点を自身の曲が時代遅れになる前に一瞬でインターネットへ公開できることとしている。ヤンコビックは2009年6月16日に「Craigslist」、7月14日に「Skipper Dan」、8月4日に「CNR」、8月25日に「Ringtone」をリリースした。デジタル配信でリリースされたこれら5つの曲は「Internet Leaks」と題されたデジタル・ミニ・アルバムに収録された。
ヤンコビックはレディー・ガガの作品のパロディ制作に興味を持っていると伝えており、4月20日には「ボーン・ディス・ウェイ」のパロディ「Perform This Way」を彼の新しいアルバムのリード・シングルとして制作したと発表した。ヤンコビックは発表時、その曲を最初にレディー・ガガのマネージャーに提出したところ、商業目的でその曲をリリースすることは許されなかった。そこで彼はジェームス・ブラントの時と同様にインターネット上で無料で配信を行ったところ、マネージャーは独断で販売を禁止したことを認め、レディー・ガガはパロディへの許可を与えた。ヤンコビックは原曲のテーマである人権擁護を支援するため、その曲とそのミュージックビデオから得られた収益を全てHuman Rights Campaignに寄付すると発表している。
2011年6月21日にはヤンコビックは自身の13枚目のアルバムとなる『Alpocalypse』をリリースした。このアルバムにはリード･シングルとして前述の「Perform This Way」、「Internet Leaks」に収録された5曲のデジタル配信曲、「Polka Face」と題されたポルカ・メドレー、ビル・プリンプトンがミュージックビデオをアニメーションで制作した曲「TMZ」、そして他に4曲の新曲が含まれている。
2014年7月15日にリリースした14枚目のアルバム『Mandatory Fun』で、自身初となるBillboard 200の1位を記録。同時に1963年以来初の、Billboard 200の1位を記録したコメディ・ロック・アルバムとなった。
なお、ヤンコビックのオリジナル・アルバムの日本盤は1996年の『Bad Hair Day』以降はCD発売されておらず、それ以前のアルバムはすべて廃盤である。1999年にエイベックスから企画盤がリリースされたが、こちらも廃盤になった。音楽配信サイトによっては、過去の楽曲が配信されている他、2006年に発表された『Straight Outta Lynwood』は、日本のiTunes Music Storeなどで音楽配信がされている。
ヤンコビックはインディーズ系アーティストのキャリアを支援するため、第10回Independent Music Awardsの審査員でもあった。
パロディー生活40周年を記念するボックスセット『Squeeze Box: The Complete Works of "Weird Al" Yankovic』特典として、ビートルズ『リボルバー』のオープニングを飾る「タックスマン」に、『パックマン』を讃える歌詞を乗せたパロディー作品「Pac-Man」を入れたいとヤンコビックは考え、「タックスマン」を作曲した故ジョージ・ハリスンの息子であるダーニ・ハリスンに連絡。版権者であるハリスン家から承諾を得た。さらに、バンダイナムコからも許諾を得て無事公開にこぎつけた。
2018年8月、ハリウッド殿堂入りを果たす。
2022年、伝記パロディ映画『こいつで、今夜もイート・イット～アル・ヤンコビック物語～』が公開、ダニエル・ラドクリフがヤンコビック役で主演した。第75回エミー賞では8部門にノミネートされ、そのうち作品賞（テレビ映画部門）、作曲賞の2部門を受賞している。

## ディスコグラフィ

### アルバム

#### オリジナル・アルバム
- "Weird Al" Yankovic（1983年）
- "Weird Al" Yankovic in 3-D（1984年）
「Eat It」を1曲目に収録。
- Eat It(邦題「スリだー」)は上記"Weird Al" Yankovic,"Weird Al" Yankovic in 3-Dからパロディ曲のみを収録した日本のみ限定発売の編集アルバム。ジャケデザインが「スリラー」のパロディ(1984年）
- LEIF(邦題：「ALヤンコビック公式アルバム」）初来日記念にリリースされた"Weird Al" Yankovic,"Weird Al" Yankovic in 3-Dからオリジナル曲のみを収録した日本のみ限定発売の編集アルバム。ジャケットデザインは『ライフ』誌のパロディ(1985年)
- Dare to Be Stupid（1985年）
- Polka Party!（1986年）
- Even Worse（1988年）
「Fat」を1曲目に収録。タイトルの“Even Worse”もマイケル・ジャクソンの「BAD」を比較級にしたもので（さらに悪い、の意味）ジャケットも同アルバムのパロディ。
- UHF - Original Motion Picture Soundtrack and Other Stuff（1989年）
- Off the Deep End（1992年）
「Smells Like Nirvana」を1曲目に収録。ジャケットもニルヴァーナのアルバム『ネヴァーマインド』のパロディ。邦題は「スメルズ・ライク・ニルバーナ」。
- Alapalooza（1993年）
「ヤンコビック・パーク」のタイトルで日本盤発売。
- Bad Hair Day（1996年）
- Running with Scissors（1999年）
- Poodle Hat（2003年）
- Straight Outta Lynwood（2006年）
「White & Nerdy」「Don't Download This Song」などを収録。
- Alpocalypse（2011年）
- Mandatory Fun（2014年）

#### コンピレーション・アルバム
- "Weird Al" Yankovic's Greatest Hits（1988年）
- The Food Album（1993年）
- Permanent Record: Al in the Box（1994年）
- Greatest Hits Volume II（1994年）
- The TV Album（1995年）
- The Saga Begins（1999年）
エイベックスからリリースされた日本限定アルバム。アメリカでは同名のシングル曲もリリースされている。ライナーノーツでは嘉門タツオとダンス☆マンの対談が掲載されている。
- The Essential "Weird Al" Yankovic（2009年）

#### ミニ・アルバム
- Another One Rides the Bus（1981年）
- Selections from Straight Outta Lynwood（2006年）
- Internet Leaks（2009年）

## 出演作品

### 映画
- 『テープヘッズ』 - Tapeheads (1988年)
- 『裸の銃を持つ男』 - The Naked Gun (1988年) - 本人役
- 『パロディ放送局 UHF』 - UHF (1989年)
- 『裸の銃を持つ男 PART2 1/2』 - The Naked Gun 2　1/2: The Smell of Fear (1991年) - 本人役
- 『裸の銃を持つ男 PART33 1/3 最後の侮辱』 - The Naked Gun 33 1/3: The Final Insult (1994年) - 本人役
- 『スパイ・ハード』 - Spy Hard (1996年)
- Safety Patrol (1997年)
- Nothing Sacred (2000年)
- Desperation Boulevard (2002年)
- Haunted Lighthouse (2003年)
- Nerdcore Rising (2008年)
- 『ハロウィンII』 - Halloween II (2009年)
- 『俺たちポップスター』 - Popstar: Never Stop Never Stopping (2016年)
- 『サンディ・ウェクスラー』 - Sandy Wexler (2017年)

### 題材にした映画
- 『こいつで、今夜もイート・イット～アル・ヤンコビック物語～』 - Weird: The Al Yankovic Story (2022年)

### テレビアニメ
- 『トランスフォーマー アニメイテッド』 - TRANSFORMERS ANIMATED (2007年-2009年)（レック・ガー / Wreck-Gar）
- 『バットマン:ブレイブ&ボールド』 - Batman: The Brave and the Bold (2008年-) - 本人役
- 『マイリトルポニー〜トモダチは魔法〜』 - My Little Pony: Friendship Is Magic (2014年)（チーズサンドイッチ / Cheese Sandwich）
- 『マイロ・マーフィーの法則』 - Milo Murphy's Law (2016年-) （マイロ・マーフィー / Milo Murphy）
- 『ファイヤーバディ』 - Firebuds (2023年) （ラッチ / Latch）
- 『やらなきゃ! ヘイリー』 - Hailey's On It! (2023年) （チップ・ディングル / Chip Dingle）
- 『スコット・ピルグリム テイクス・オフ』 - Scott Pilgrim Takes Off (2023年-) 1エピソード
- 『つよいぞ！のりものモンスター』 - Mighty MonsteerWheelies (2024年) （ヴァン・ヘルシング市長 / Mayor Van Helsing）

## 参考資料
1. ↑  Pappademas, Alex (26 October 2022). "'Weird Al' Yankovic: The Great American Novelty". Los Angeles Times. Los Angeles Times Communications LLC. 2024年5月20日閲覧。
2. ↑  Strauss, Paul (2 January 2023). ""Weird Al" Breaks Down His Biggest Hits". The Awesomer. Awesomer Media. 2024年5月20日閲覧。
3. ↑  Kaufman, Gil (22 July 2022). "10 Artists Who've Turned Down 'Weird Al' Yankovic Parodies". Billboard. 2024年5月20日閲覧。
4. ↑  Eakin, Marah (2023年2月24日). "あのダニエル・ラドクリフが主演！ パロディ音楽で知られるアル・ヤンコビック、"自伝風"映画にキャスティングした大物たちの裏話を語る". WIRED.jp. Condé Nast Japan. 2024年5月20日閲覧。
5. ↑  Parker, Lyndsey (20 July 2019). "Revisiting 'Weird Al' Yankovic's under-appreciated 'UHF': Ellen DeGeneres & Ginger Baker's lost auditions, the brilliance of 'Spatula City,' and why it was rated PG-13". Yahoo! Entertainment. Yahoo!. 2024年5月20日閲覧。
6. ↑  Bell, Mike (2013年4月24日). “Weird Al Yankovic leads parade of geek music at Calgary's Comic Expo”. Calgary Herald.  オリジナルの2017年2月11日時点におけるアーカイブ。 2024年5月20日閲覧. "Not so with Weird Al Yankovic, the true, unabashed and remarkably enduring king of a now growing genre of nerd rock – a man who's had a pretty remarkable 30-year career wearing his uncoolness on his accordion strap."
7. ↑  “Mix Tape Monday”.   MTV News (2006年9月28日). 2006年10月27日時点のオリジナルよりアーカイブ。2010年3月7日閲覧。
8. ↑  “Weird Al Goes Digital With T.I. Cover”.   Billboard (2008年10月6日). 2008年10月7日時点のオリジナルよりアーカイブ。2011年8月16日閲覧。
9. ↑  “アル・ヤンコビック、パロディーアルバムでビルボード1位獲得”.   AFP BB NEWS (2014年7月27日). 2014年9月1日閲覧。
10. ↑  米コメディアンのアル・ヤンコビック、ハリウッド殿堂入り果たすロイター 2018年8月28日